# Chata na Grúni
Chata na Grúni – słowackie schronisko turystyczne położone w bocznym rozgałęzieniu głównego grzebienia Małej Fatry Krivańskiej, które wybiega z Poludňovego grúňa i poprzez Grúň opada do Vrátnej doliny. Schronisko znajduje się na wysokości 970 m, na dużym wypłaszczeniu terenu pod wierzchołkiem Grúnia. Jest to najwyżej położone schronisko we Vrátnej dolinie. Administracyjnie znajduje się w granicach Terchovej.
Schronisko czynne jest cały rok. W obiekcie znajduje się 45 miejsc noclegowych (pokoje 2-, 4- i 6-osobowe) oraz restauracja. Przy schronisku zimą działają dwa wyciągi narciarskie (ośrodek narciarski Grúň), w okresie letnim plac zabaw dla dzieci oraz miejsce na ognisko.

## Szlaki turystyczne
Vrátna – Chata na Grúni (0,45 h) – Poludňový grúň.
  Štefanová – Chata na Grúni (1 h) – Starý dvor.

## Przypisy

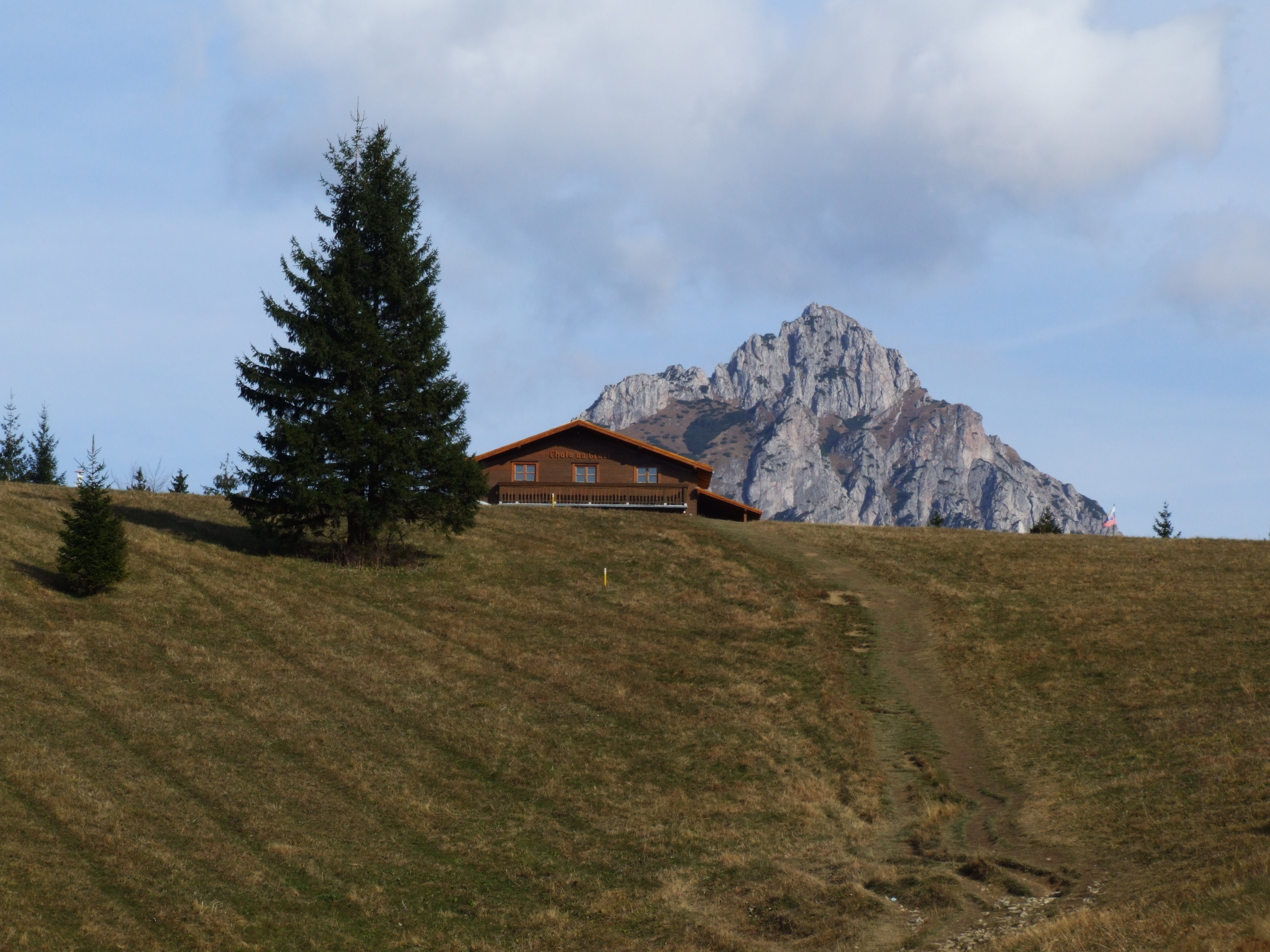
Schronisko i Wielki Rozsutec w tle